# Martyn Woodroffe
Martyn John Woodroffe (ur. 8 września 1950 w Cardiff) – walijski pływak specjalizujący się głównie w stylu motylkowym i zmiennym. Zdobywca srebrnego medalu podczas 19. Letnich Igrzysk Olimpijskich w Meksyku w 1968 roku.

## Życiorys
Martyn Woodroffe urodził się 8 września 1950 roku w Cardiff we Walii. Po raz pierwszy pojawił się w 1966 roku w wieku 16 lat podczas Igrzysk Imperium Brytyjskiego i Wspólnoty Brytyjskiej.
W październiku 1968 roku Woodroffe reprezentował Wielką Brytanię podczas 19. Letnich Igrzysk Olimpijskich w Meksyku, startując w pięciu dyscyplinach – 100 m, 200 m stylem motylkowym, 200 m, 400 m oraz w sztafecie 4 × 100 m stylem zmiennym. W czasie trwania igrzysk zdobył srebrny medal w dyscyplinie na 200 metrów stylem motylkowym, a także uzyskał czas 2:09.0 sek. za Carlem Robie ze Stanów Zjednoczonych.
Dwa lata później w lipcu 1970 roku po raz drugi reprezentował Walię podczas Igrzysk Brytyjskiej Wspólnoty Narodów w Edynburgu w Szkocji, zdobywając srebrny medal w dyscyplinie na 200 m stylem motylkowym oraz dwa brązowe w dyscyplinach na 200 m, a także w sztafecie 4 × 100 m stylem zmiennym.
W 1968 roku Woodroffe został zwycięzcą podczas konkursu sportowego BBC Wales Sports Personality of the Year, a także przyjęty do Welsh Sports Hall of Fame w 2001 roku.